# Giao Thủy, Ninh Bình
Giao Thuỷ là một xã thuộc tỉnh Ninh Bình, Việt Nam.

## Địa lý
Trụ sở xã nằm cách phường Hoa Lư - trung tâm tỉnh lỵ Ninh Bình 55 km về phía Đông, có vị trí địa lý:
- Phía bắc giáp xã Xuân Giang.
- Phía tây giáp xã xã Xuân Hưng.
- Phía nam giáp các xã Giao Bình, Giao Hưng và Giao Phúc.
- Phía đông giáp xã Giao Hòa và 2 xã của tỉnh Hưng Yên là xã Bình Định và xã Bình Thanh.

Xã Giao Thuỷ	có diện tích:	23,52	km², 	dân số:	46.557	người, mật độ dân số: 	1979	người/km². 	
Đây là đơn vị có diện tích xếp thứ:	87	, số dân xếp thứ: 	12	và mật độ dân số xếp thứ: 	10	trong số 129 xã, phường ở Ninh Bình. 
Xã này nằm trên Quốc lộ 37B, và cũng là nơi có sông Hồng chảy qua.

## Lịch sử
Ngày 23 tháng 7 năm 2024, Ủy ban Thường vụ Quốc hội ban hành Nghị quyết số 1104/NQ-UBTVQH15 về việc sắp xếp đơn vị hành chính cấp huyện, cấp xã trên địa bàn tỉnh Nam Định (nghị quyết có hiệu lực từ ngày 1 tháng 9 năm 2024). Theo đó, thành lập thị trấn Giao Thuỷ trên cơ sở toàn bộ diện tích tự nhiên là 5,81 km², quy mô dân số là 10.480 người của xã Hoành Sơn; toàn bộ diện tích tự nhiên là 8,74 km², quy mô dân số là 18.544 người của xã Giao Tiến và toàn bộ diện tích tự nhiên là 2,78 km², quy mô dân số là 7.857 người của thị trấn Ngô Đồng.
Sau khi thành lập, thị trấn Giao Thủy có diện tích tự nhiên là 17,33 km² và quy mô dân số là 36.881 người.
Theo Nghị quyết số 1674/NQ-UBTVQH15 ngày 16/6/2025 về sắp xếp các đơn vị hành chính cấp xã của tỉnh Ninh Bình năm 2025, Theo đó, sắp xếp toàn bộ diện tích tự nhiên, quy mô dân số của thị trấn Giao Thủy và xã Bình Hòa thành xã mới có tên gọi là xã Giao Thủy.	